# ليفين ر. مارشال
ليفين ر. مارشال (بالإنجليزية: Levin R. Marshall)‏ هو مصرفي أمريكي، ولد في 1800 في الإسكندرية في الولايات المتحدة، وتوفي في 1870.